# Saman Tahmásibí
Saman Tahmásibí (* 26. července 1985 Sanandadž) je bývalý íránský zápasník – klasik, který od roku 2010 reprezentoval Ázerbájdžán.

## Sportovní kariéra
Od svých 15 let se specializoval na řecko-římský styl. V íránské mužské reprezentaci se pohyboval od roku 2006 ve véze do 84 kg. V roce 2008 byl nominován na olympijské hry v Pekingu, kde vypadl ve čtvrtfinále s Turkem Nazmi Avlucou 0:2 na sety.
V roce 2009 se nepohodl o své roli v reprezentaci s reprezentačním trenérem Mohammadem Banou a v roce 2010 přijal nabídku reprezentovat sousední Ázerbájdžán. V roce 2012 se kvalifikoval na olympijské hry v Londýně, kde vypadl v úvodním kole s Gruzínem Vladimerem Gegešidzem 1:2 na sety. Na další olympijské období ázerbájdžánští sportovní funkcionáři najali jeho íránského trenéra Džamšída Chejrábádího, pod kterým výsledkově pookřál. Na olympijské hry v Riu odjížděl s ambicemi na jednu s medailí, ale neměl štěstí na los. Vypadl v úvodním kole s pozdějším vítězem Davitem Čakvetadzem 0:3 na technické body. Vzápětí ukončil sportovní kariéru. Věnuje se trenérské práci v rodném Sanandadžu.

## Výsledky
| Turnaj             | Írán | Írán | Írán | Írán | Ázerbájdžán | Ázerbájdžán | Ázerbájdžán | Ázerbájdžán | Ázerbájdžán | Ázerbájdžán | Ázerbájdžán |     |
| Turnaj             | 2006 | 2007 | 2008 | 2009 | 2010        | 2011        | 2012        | 2013        | 2014        | 2015        | 2016        |     |
| Turnaj             | 21   | 22   | 23   | 24   | 25          | 26          | 27          | 28          | 29          | 30          | 31          |     |
| Turnaj             | -84  | -84  | -84  | -84  | -84         | -84         | -84         | -84         | -85         | -85         | -85         | -85 |
| ------------------ | ---- | ---- | ---- | ---- | ----------- | ----------- | ----------- | ----------- | ----------- | ----------- | ----------- | --- |
| Olympijské hry     |      |      | úč.  |      |             |             | úč.         |             |             |             | úč.         |     |
| Mistrovství světa  | 3.   | 3.   |      | —    | úč.         | 5.          |             | 2.          | 2.          | 3.          |             |     |
| Asijské hry        | úč.  |      |      |      |             |             |             |             |             |             |             |     |
| Mistrovství Asie   | —    | 1.   | —    | —    | —           |             |             |             |             |             |             |     |
| Evropské hry       |      |      |      |      |             |             |             |             |             | úč.         |             |     |
| Mistrovství Evropy |      |      |      |      |             | úč.         | úč.         | 5.          | úč.         | úč.         | —           |     |